# David Leitch
David Leitch (Kohler, 16 de novembro de 1975) é um cineasta, ator e coordenador de dublês, que fez sua estréia na direção no filme de ação John Wick de 2014 com Chad Stahelski, embora apenas Stahelski tenha sido creditado. Leitch então dirigiu o filme de suspense de 2017 Atomic Blonde, estrelado por Charlize Theron, e Deadpool 2 de 2018, a sequência do filme de 2016. Em 2019, dirigiu Fast & Furious Presents: Hobbs & Shaw, um spin-off da franquia The Fast and the Furious.

## Carreira
Leitch foi dublê. Dublou Brad Pitt cinco vezes e duas vezes Jean-Claude Van Damme. Leitch e sua equipe ganharam dois prêmios por The Bourne Ultimatum no Screen Actors Guild Awards. Ele também dividiu o prêmio Taurus World Stunt Award de 2008 com o colega dublê Kai Martin por seu alto trabalho.
Em 1997, Leitch, e Chad Stahelski lançaram uma empresa de produção de design de ação chamada 87Eleven. No ano de 2009, desempenharam o papel de diretores de segunda unidade e coordenadores de dublês no filme Ninja Assassino. Além de co-dirigir John Wick, atuou nas três sequências do filme de 2014, como produtor executivo.
Ele finalmente passou a dirigir filmes como Atomic Blonde, e Deadpool 2, com sua esposa e parceira criativa, Kelly McCormick, como produtora. Em setembro de 2020, Leitch assinou contrato com a Universal Pictures como diretor e produtor do suspense The Fall Guy, de 2024.

### Filmes
| 2014 | John Wick                             | BRA: John Wick – De Volta ao Jogo POR: John Wick                            | Não creditado | Sim | Co-dirigido com Chad Stahelski |
| 2017 | Atomic Blonde                         | BRA: Atômica POR: Atomic Blonde - Agente Especial                           | Sim           | Não |                                |
| 2018 | Deadpool 2                            | BRA/POR: Deadpool 2                                                         | Sim           | Não |                                |
| 2019 | Fast & Furious Presents: Hobbs & Shaw | BRA: Velozes e Furiosos: Hobbs & Shaw POR: Velocidade Furiosa: Hobbs & Shaw | Sim           | Não |                                |
| 2021 | Nobody                                | BRA: Anônimo POR: Ninguém                                                   | Não           | Sim |                                |
| 2022 | Bullet Train                          | BRA: Trem-Bala POR: Bullet Train: Comboio Bala                              | Sim           | Sim |                                |
| 2022 | Violent Night                         | BRA: Noite Infeliz POR: Noite Violenta                                      | Não           | Sim |                                |
| 2024 | The Fall Guy                          | BRA: O Dublê POR: Profissão: Perigo                                         | Sim           | Sim |                                |
| 2026 | How To Rob A Bank                     | BRA: POR:                                                                   | Sim           | Sim |                                |

Roteirista
Confessions of an Action Star (2005)
Produtor executivo
- John Wick: Chapter 2 (2017)
- John Wick: Chapter 3 – Parabellum (2019)
- Kate (2021)
- John Wick: Chapter 4 (2023)

Curtas
- No Good Deed (2017)
- Snowbrawl (2019)[9]

#### Diretor da segunda unidade
- In Hell (2003)
- The Midnight Meat Train (2008)
- Ninja Assassin (2009)
- The King of Fighters (2010)
- The Mechanic (2011)
- Conan, o Bárbaro (2011)
- In Time (2011)
- Hansel and Gretel: Witch Hunters (2013)
- Parker (2013)
- Anchorman 2: The Legend Continues (2013)
- The Wolverine (2013)
- Escape Plan (2013)
- Teenage Mutant Ninja Turtles (2014)
- Hitman: Agent 47 (2015)
- Jurassic World (2015)
- Captain America: Civil War (2016)
- Teenage Mutant Ninja Turtles: Out of the Shadows (2016)
- Perfect Target [en] (1997)
- Orgazmo [en] (1997)
- Almost Heroes (1998)
- BASEketball (1998)
- Blade (1998)
- Out in Fifty (1999)
- Fight Club (1999)
- The Right Hook (2000)
- Big Momma's House (2000)
- Yup Yup Man (2000)
- Bad Seed (2000)
- Men of Honor (2000)
- The Substitute: Failure Is Not an Option [en] (2001)
- The Score (2001)
- The Mexican (2001)
- Replicant (2001)
- Ocean's Eleven (2001)
- Spy Game (2001)
- One Night at McCool's (2001)
- Fantasmas de Marte (2001)
- Corky Romano [en] (2001)
- The Order (2001)
- Serving Sara [en] (2002)
- Demolidor - O Homem sem Medo (2003)
- In Hell (2003)
- Seabiscuit (2003)
- S.W.A.T. (2003)
- The Matrix Reloaded/Revolutions (2003)
- Stuck on You (2003)
- Troy (2004)
- Nas Mãos do Inimigo [en] (2004)
- Van Helsing (2004)
- Constantine (2005)
- XXX: State of the Union (2005)
- Mr. and Mrs. Smith (2005)
- The Dukes of Hazzard (2005)
- Serenity (2005)
- V de Vingança (2005)
- Underworld: Evolution (2006)
- When a Stranger Calls (2006)
- Beerfest (2006)
- 300 (2006)
- Next (2007)
- The Bourne Ultimatum (2007)
- The Invasion (2007)
- Balls of Fury (2007)
- The Gene Generation (2007)
- Mama's Boy (2007)
- Jumper (2008)
- Speed Racer (2008)
- The Midnight Meat Train (2008)
- Bangkok Dangerous (2008)
- Angels & Demons (2009)
- X-Men Origins: Wolverine (2009)
- The Hangover (2009)
- Tron: Legacy (2010)
- The Mechanic (2011)
- Conan, o Bárbaro (2011)
- In Time (2011)
- Movie 43: "Happy Birthday" segment (2013)
- Jupiter Ascending (2015)

#### Créditos atuantes
| Ano  | Filme                                 | Título em português                                                         | Função                                       | Notas |
| ---- | ------------------------------------- | --------------------------------------------------------------------------- | -------------------------------------------- | --- |
| 2001 | The Order                             | BRA: A Irmandade POR: The Order: Cruzada Final                              | Det. Mike Moran                              | |
| 2002 | Nine Lives                            | BRA/POR: Nove Vidas                                                         | Paul                                         | |
| 2003 | In Hell                               | BRA: Hell - A Ira Está Solta POR: Prisão Infernal                           | Paul                                         | |
| 2005 | V for Vendetta                        | BRA/POR: V de Vingança                                                      | Loja de conveniência V                       | |
| 2005 | Confessions of an Action Star         | BRA: Confissões de Uma Estrela de Ação                                      | Frank Sledge                                 | |
| 2005 | The Dukes of Hazzard                  | BRA: Os Gatões - Uma Nova Balada POR: Os Três Duques                        | Perfurador                                   | |
| 2007 | Fetch                                 | —                                                                           | John "Fetch" Fetcher                         | Curta-metragem |
| 2009 | Ninja Assassin                        | BRA/POR: Ninja Assassino                                                    | Guarda da Europol                            | |
| 2010 | The King of Fighters                  | BRA: The King of Fighters - A Batalha Final                                 | Terry Bogard                                 | |
| 2011 | The Mechanic                          | BRA: Assassino a Preço Fixo POR: The Mechanic - O Profissional              | Sebastian                                    | |
| 2012 | The Bourne Legacy                     | BRA: O Legado Bourne POR: O Legado de Bourne                                | O motorista                                  | |
| 2013 | Escape Plan                           | BRA: Rota de Fuga POR: Plano de Fuga                                        | Capitão do navio                             | |
| 2018 | Deadpool 2                            | BRA/POR: Deadpool 2                                                         | Caim Marko / Juggernaut Ground Church Mutant | Leitch forneceu desempenho de captura de movimento no set, enquanto Ryan Reynolds forneceu captura de movimento facial e performances de voz. |
| 2019 | Fast & Furious Presents: Hobbs & Shaw | BRA: Velozes e Furiosos: Hobbs & Shaw POR: Velocidade Furiosa: Hobbs & Shaw | Piloto de helicóptero                        | |
| 2022 | Bullet Train                          | BRA: Trem-Bala POR: Bullet Train: Comboio Bala                              | Jeff Zufelt                                  | |

#### Videogame
| Ano  | Título                   | Creditado como            | Notas |
| ---- | ------------------------ | ------------------------- | --- |
| 1999 | 007: Tomorrow Never Dies | Acrobacias                | Lançamento do Sony PlayStation. Desenvolvido por Black Ops Entertainment, co-publicado pela Electronic Arts e MGM Interactive |
| 2000 | HBO Boxing               | Coordenador de acrobacias | Lançamento do Sony PlayStation. Desenvolvido por Acclaim Sports e Osiris Studios, publicado por Acclaim Entertainment         |